# Shaârghot
Shaârghot est un groupe de metal industriel français, originaire de Paris. Il est né de l'esprit du vidéaste Étienne Bianchi en 2011,. Initialement conçu comme un projet de metal électro indus uniquement phonographique, le projet se décline sur de nombreux médias pour devenir autre chose qu'un simple projet musical et passe de 2 membres en 2013 à jusque 8 artistes sur scène en 2022.
Shaârghot dévoile depuis 2015 son univers post-apocalyptique et cyberpunk à grand renfort de décors, de costumes, de maquillage, de pyrotechnie et de performances en live, mais aussi dans des clips scénarisés aux ambitions cinématographiques,,,,,,.

## Histoire

### Formation et débuts (2011–2017)
Étienne travaille comme monteur sur des EPK et des clips pour plusieurs boîtes de production lorsqu'il s'associe à Jeremy Le Guen (allias « Svarga ») pour créer Shaârghot en 2011,. Le duo mélange du metal industriel et de l'electro indus avec une pointe de dancefloor dans ce qui n'est au départ qu'un projet purement phonographique.
De ce mariage entre Rammstein, The Prodigy et Punish Yourself (dont Étienne réalise un clip en 2013) résulte une démo 4 titres, Mad Party cette même année qui leur attire les services d'un producteur et réalisateur artistique, « The Godfazer » (Planète Nomade) qui guide le duo dans la réalisation de leur premier album,,,. Comme pour Mad Party dont il reprend tous les titres, l'essentiel de l'album est programmé sur machines avec quelques guitares de Svarga et le chant d'Étienne, mais une batterie est enregistrée sur un titre par Christophe Deschamps en 2014.
Fin 2014, Étienne envisage de porter le projet sur scène et en clips et endosse le rôle et le titre du « Shaârghot » pour le live, mais Svarga préfère se mettre à l'écart du projet et se concentrer sur quelque chose de plus personnel. Le batteur Olivier Hurtu (Jesus Volt, Teleferik) rejoint la formation live, devenant « O. Hurt//U » dans l'univers du Shaârghot. Brun'o Klose prend la place de guitariste live.
Le groupe se produit pour la première fois sur scène début 2015 à 3 musiciens, peints en noir et habillés de costumes cyberpunk dans un décors post apocalyptique, mais délivre sa performance avec un quatrième membre non musicien lui aussi costumé sur le plateau, Aliaume Giret, endossant le rôle de « Skarskin »,,,. Son rôle est de filmer le concert depuis la scène mais ses maladresses vont lui valoir d'être malmené par ses camarades à de nombreuses reprises jusqu'à être finalement projeté sur le public,. Devant l'enthousiasme des spectateurs pour cette scénographie accidentelle, les rôles de souffre-douleur officiel et de bouffon du Skarskin seront dès lors pérennisés et scénographiés pour tous les shows à venir du groupe, en plus de son travail de vidéaste plateau. Le groupe ouvre également pour Hocico, Punish Yourself et Little BIG à plusieurs reprises à 4 sur scène.
Vol. I sort en fin d'année 2015 avec un premier clip scénarisé issu de Mad Party et repris dans l'album, Uman Iz Jaws, réalisé par Yohann Boennec, assisté d'Aliaume et de Teddy Masson. Étienne, dont c'est le métier initial, se charge du montage. Le groupe démarre 2016 avec le clip live Azerty, issu des rushs d'Aliaume et enchaîne les concerts, se produisant pour la première fois à l'étranger, notamment au festival M'era Luna #15 en Allemagne. Étienne débute alors une collaboration avec Clémence Dufieux, ingénieure du son pour le cinéma, pour la composition de nouveaux titres en vue d'un futur EP,. Fin 2016, elle apparaît aux côtés de Lyan en tant que simple Shadow sur le dernier clip issu de Vol. I, Traders Must Die, réalisé par Yohann Boennec et rejoint officiellement le groupe sur scène à la basse quelque temps plus tard, sous l'identité de « Clem-X » dans l'univers du Shaârghot portant le groupe à 5 membres sur scène.

### ÉpoqueVol. II(2017–2022)
Fruit de la collaboration d'Étienne et Clémence, l'EP Break Your Body sort en 2017, toujours supervisé par The Godfazer. L'essentiel de l'EP, dont la batterie, est programmé, avec quelques guitares de Bruno, et les voix d'Étienne. Indisponible pour des raisons personnelles, Olivier Hurtu cède son rôle de O. Hurt//U à Nicolas Veis durant quelques mois fin 2017. Nicolas assure la place de batteur live et incarne O. Hurt//U sur le clip Break Your Body coréalisé par Teddy Masson et Étienne Bianchi qui sort en mars 2018. Ce clip introduit le personnage récurrent de « Kurgan », inquisiteur du Great Eye, interprété par l'acteur David Doukhan.
Le groupe enchaîne les dates et festivals, part en tournée avec Punish Yourself et joue même juste devant Ministry à l'Élysée-Montmartre en 2018. En parallèle, le groupe travaille sur son prochain album, toujours composé par Étienne et Clémence, avec quelques arrangements de Bruno et du Godfazer,,,. L'enregistrement du nouvel album est bouclé courant 2018. Si la place des machines est toujours importante et le chant d'Étienne toujours là, les basses et l'essentiel des guitares sont enregistrées par Clémence, quelques guitares additionnelles sont enregistrées par Bruno, et des parties batterie live sont enregistrées par le batteur de session Thierry Arpino. Olivier Hurtu reprend son rôle de O. Hurt//U fin 2018. En février 2019, le groupe introduit sur scène pour la première fois un duo de performeuses, les « Mantis ». L'album Vol. II : The Advent of Shadows sort en avril 2019 et comme pour Vol. I, reprend les titres de l'EP précédent (remix excepté). En mai 2019 sort le clip Z//B, réalisé par Teddy Masson, et enrichi d'une partie court métrage visant à développer davantage l'univers du groupe. Le personnage récurrent de « Papa Lane », interprété par l'acteur Vincent Chaumont est introduit dans l'univers cinématographique de Shaârghot.
Shaârghot atteint la consécration le 22 juin 2019 en étant invité à se produire sur la scène Temple du Hellfest, devant un public estimé à 12000 personnes,,. Ce sera le dernier concert d'Aliaume qui laisse le costume du Skarskin à Yann.
Une tournée Warm-up du Hellfest « Beyond This Road » est annoncée pour 2020 avec Benighted et Shaârghot se partageant la tête d'affiche, mais elle sera annulée par l'explosion de la pandémie de Covid-19 dans le monde,. Bloqué par la pandémie, Étienne développe l'histoire de Shaârghot sur les réseaux sociaux, avec la publication du Compendium, une sorte de bible de l'univers de Shaârghot illustrée par l'artiste Lyandrah Sinski. Le groupe se penche également sur la production et la réalisation d'un nouveau clip.
Courant 2021, Étienne commence à collaborer sur de nouveaux titres de Shaârghot avec Paul Prevel, multi-instrumentiste du groupe Kloahk. Si le groupe tourne au ralenti et si l'organisation du tournage du clip est compliquée par les confinements successifs, le groupe s'offre un espace sur le Hellfest From Home de 2021 by ARTE Concert diffusé le 18 juin 2021 à 21h sur le site du festival puis durant un an sur ARTE Concert.
Paul apparaît sur scène pour la première fois en 2022 en qualité de multi-instrumentiste, officiant sur drumpad/échantillonneur et guitare additionnelle dans un Trabendo à guichet fermé. Le clip Black Wave, court métrage musical de plus de 20 minutes réalisé une fois encore par Teddy Masson, sort enfin le 22 septembre 2022 et clôture le cycle de Vol. II : The Advent of Shadows,. On y retrouve les personnages récurrents de Kurgan et Papa Lane, interprétés par David Doukhan et Vincent Chaumont, mais aussi de nouveaux personnages, « Joseph Kortchevsky » (le chercheur à l'origine du Shaârghot) interprété par l'acteur Jean-Robert Lombard (kaamelot), « Rylek Octarion » (une responsable du Great Eye) interprétée par l'actrice Johanna Alloin ou encore « Judgement » (une Shadow scientifique) qui fait une brève apparition en fin de métrage.

### ÉpoqueVol. III(depuis 2022)
À l'été 2022, les membres du groupe enregistrent pour la première fois tous ensemble leur nouvel album au Studio Black Box de Peter Deimel avec Thibault Chaumont (Deviant Lab) aux manettes et Arnaud Coeffic (allias Arco Trauma de Sonic Area et Les Tambours du Bronx) à la réalisation. Les morceaux ont été composés par Étienne et Paul, arrangés par Clémence et Bruno. Fin septembre 2022, Shaârghot annonce la sortie de Vol. III – Let Me Out pour l'année suivante et introduit officiellement Paul Prevel en tant que « B-28 » dans l'univers du groupe.
L'album Vol. III – Let Me Out sort le premier décembre 2023, distribué en physique par le groupe en auto-production et en digital via Blood Blast Distribution. Le clip éponyme Let Me Out est diffusé le 31 octobre 2024.
Shaârghot entre également dans l'écurie Gérard Drouot Productions pour la production de spectacle vivant et multiplie les dates depuis fin 2023, dont l'Élysée-Montmartre en 2023 et La Cigale en 2025. Ils sont par ailleurs programmés sous la Temple de l'édition 2025 du Hellfest pour la seconde fois.

## Univers
L'univers de Shaârghot est né dans l'esprit d'Étienne au début des années 2010. Il puise ses inspirations dans le cinéma, citant Soylent Green, Blade Runner ou encore Mad Max comme des références, mais aussi dans la BD avec Neige, ou encore les comics avec Transmetropolitan,. Musicalement, le groupe revendique des filiations avec The Prodigy, Rammstein, Combichrist, Rob Zombie, ou encore Punish Yourself, tant musicales que scénographiques,,,.
Le monde de Shaârghot est progressivement dévoilé dans les textes du groupes (Étienne déclarant avoir le matériel pour au moins 6 albums), dans des clips de plus en plus ambitieux et scénarisés, mais également dans les illustrations réalisées par Lyandrah « Lyan » Hiraeth depuis 2013 et dans le compendium, une bible qui décrit l'univers du Shaârghot, réalisée par Étienne et Lyan depuis 2020,,,,,.
Dans cet univers post apocalyptique, futuriste et cyberpunk, l'humanité vit dans de gigantesques cité-ruches, îlots perdus dans des terres dévastées par les radiations consécutives à la troisième guerre mondiale,.
L'intrigue se déroule dans la Cité-Ruche du Great Eye, ou la Great Eye Corporation, un conglomérat politico-industriel, règne sur tous les aspects de la société dans ce qui ressemble à une ploutocratie autoritaire. L'ensemble des chansons du groupe nous dépeint cet univers, ses principaux protagonistes, et le développement de leur histoire commune. En tête des différents personnages de la cité ruche on retrouve le Shaârghot, un mutant créé au décours d'une expérience qui a mal tournée. Autrefois humain, et psychiquement perturbé, cet agitateur et opposant politique du Great Eye a été enlevé, torturé et utilisé comme cobaye pour un programme secret de régénération cellulaire par symbiose, le projet second skin, qui ambitionnait d'offrir aux élites de la Great Eye Corporation une vie plus longue, une apparence plus jeune, plus de force et la possibilité de régénérer,. Si l'humain qu'était le Shaârghot est mort cliniquement au cours de ce protocole expérimental, une autre partie de lui, démente et amnésique, s'est émancipée dans son corps dont la peau a brusquement viré au noir et dont la rage n'a pas pu être contenue par les chercheurs du Great Eye. Porteuse de toutes les réussites attendues de ce projet fou et plus encore, la créature a célébré son réveil par le massacre total de ses bourreaux et s’est enfuie,.
Elle s’est laissé oublier pendant un an ou deux dans les bas-fonds de la cité ruche puis a commencé à renouer les fils de son passé, se faisant au passage de nouveaux amis. Car en inoculant son sang à des individus choisis avec soin, le Shaârghot se construit une armée de « Shadows » partageant sa force surhumaine, sa capacité régénératrice et qui sont liées à l'esprit de leur nouveau maître,. Et ils ont tous le même objectif : faire germer le chaos et « foutre le bordel ». Si les personnages de la ruche s'incarnent sur scène au travers des musiciens du groupe, ce sont souvent les collaborations artistiques d'Étienne qui leur donnent naissance dans la cité-ruche et nourrissent leur développement.

## Membres

### Membres actuels
- Étienne Bianchi (Le Shaârghot) – chant, échantillonneur (depuis 2011)
- Olivier Hurtu (O. Hurt//U) – batterie (2014-2017, puis depuis 2018)
- Brun'O Klose – guitare (depuis 2014), chœurs, pyrotechnie, percussions (depuis 2015)
- Clémence Dufieux (Clem-X) – basse, chœurs, échantillonneur (depuis 2016)
- Yann (Skarskin) – danse, performances, percussions (depuis 2019)
- Paul Prevel (B-28) – échantillonneur (depuis 2021), percussions, guitare (depuis 2022)

### Anciens membres
- Jeremy Le Guen (Svarga) – guitare, échantillonneur (2011-2014)
- Nicolas Veis (O. Hurt//U) – batterie (2017-2018)
- Aliaume Giret (Skarskin) – performances (2015-2019)

### Musiciens de session
- Christophe Deschamps – batterie studio (2014)
- Thierry Arpino – batterie studio (2018)

### Autres personnages de l'univers étendu
- Inquisiteur Kurgan – David Doukhan – acteur (depuis 2017)
- Papa Lane – Vincent Chaumont – acteur (depuis 2019)
- Joseph Kortchevsky – Jean-Robert Lombard – acteur (depuis 2021)
- Rylek Octarion – Johanna Alloin – actrice (depuis 2021)
- Judgement – Imène Benamrouche – actrice (2021)
- Les Mantis - interprètes variables (depuis 2019)

## Discographie

### Albums studio
- 2015 : Vol.I
- 2019 : Vol. II : The Advent of Shadows
- 2023 : Vol. III : Let Me Out

### Démos et EPs
- 2013 : Mad Party
- 2017 : Break Your Body

## Vidéographie

### Clips
- 2015 : Uman Iz Jaws, réalisé par Yohann Boennec
- 2016 : AZERTY Live 2015, réalisé par Étienne Bianchi
- 2016 : Traders Must Die, réalisé par Yohann Boennec
- 2017 : Break Your Body, réalisé par Teddy Masson et Étienne Bianchi
- 2019 : Z//B, réalisé par Teddy Masson
- 2022 : Black Wave, réalisé par Teddy Masson
- 2024 : Let Me Out, réalisé par Teddy Masson

### Diffusions télévisuelles
- 2021 : Live at Hellfest from Home 2021